# 紫花前胡
紫花前胡（学名：Angelica decursiva）为伞形科当归属的植物。分布于日本、台湾岛以及中国大陆的河南、江苏、辽宁、陕西、浙江、广东、湖北、安徽、四川、江西、河北等地，常生长在山坡林缘、溪沟边及杂木林灌丛中，目前尚未由人工引种栽培。

## 别名
土当归（江苏、安徽、江西、湖南）、野当归（西南各省）、独活（浙江、江西）、？香菜（安徽、甘肃）、鸭脚前胡、鸭脚当归、老虎爪（湖南）

## 外部連結
- 前胡 Qianhu （页面存档备份，存于） 中藥材圖像數據庫 (香港浸會大學中醫藥學院) （中文）（英文）
- 白花前胡丙素 Praeruptorin C （页面存档备份，存于） 中草藥化學圖像數據庫 (香港浸會大學中醫藥學院) （中文）（英文）
- 白花前胡戊素 Praeruptorin E （页面存档备份，存于） 中草藥化學圖像數據庫 (香港浸會大學中醫藥學院) （中文）（英文）